# 康定路 (上海)
康定路是中国上海市静安区的一条街道，东西走向，东起泰兴路，西至万航渡路。长2852米，宽12.8米到17.5米。
康定路原名康脑脱路（英語：Connaught Road），由上海公共租界工部局修筑于1906年，得名于英国国王爱德华七世的弟弟阿瑟王子（The Prince Arthur, Duke of Connaught and Strathearn）。其中延平路以西路段属于越界筑路。1943年汪精卫政府接收租界时改名康定路，得名于西康省省会康定。
康定路与多条南北向道路交汇，包括泰兴路、江宁路、陕西北路、西康路、常德路、胶州路、延平路、万航渡路。
康定路沿路传统上为商住、工厂混合区。东端有张爱玲故居。静安区政协位于759弄，原为住宅。